# Prosser Dániel
Prosser Dániel (Budapest, 1994. június 15. –) magyar labdarúgó, a Kazincbarcika játékosa.

## Pályafutása

### Klubcsapatokban
2007-ben került a Budapest Honvéd labdarúgó akadémiájára. Az első csapatban később, 2013. augusztus 4-én debütált a Lombard Pápa ellen.
2017. január 9-én három és fél éves szerződést írt alá a másodosztályú Puskás Akadémia FC csapatával. 2018 nyarán a  román élvonalbeli a Sepsiszentgyörgy csapatához került kölcsönbe. Két bajnokin és két kupatalálkozón szerepelt a csapatban, 2019 januárjában visszatért a Puskás Akadémiához. 2019 februárjában az idény hátralevő részére a Diósgyőri VTK vette kölcsön, Tizenkét bajnokin háromszor volt eredményes és bennmaradáshoz segítette a miskolci csapatot. 2019 nyarán a DVTK végleg megvásárolta a Puskás Akadémiától. A 2019-2020-as bajnoki idény első felében 16 bajnokin egy gólt szerzett az élvonalban, majd 2020. január 7-én a másodosztályban listavezető MTK Budapest igazolta le. Az ezt követő másfél évben 40 bajnokin, közte 33 alkalommal az élvonalban, viselte a kék-fehérek mezét, majd 2021 nyarán a dán élvonalbeli SønderjyskE csapatához került kölcsönbe. Augusztus 29-én mutatkozott be a Viborg FF ellen a 65. perben csereként, majd egy perccel később megszerezte első bajnoki gólját. Szeptember 1-jén a Hillerød Fodbold elleni kupa találkozón egy gólt és egy gólpasszt jegyzett. Szeptember 13-án az Odense ellen 2–1-re elvesztett bajnoki mérkőzésen megszerezte csapata egyetlen gólját a 43. percben. 2022 nyarán szerződést bontott az MTK-val, majd 2023 telén a Szeged-Csanád Grosics Akadémia csapatához szerződött.

## Sikerei, díjai
Budapest Honvéd
- NB I
  - Győztes (1): 2016–17[12]